# I Pooh 1971-1974
I Pooh 1971-1974 è una raccolta del gruppo musicale italiano Pooh, pubblicata il 20 novembre 1974 dalla CBS.

## Descrizione
Contiene gran parte del materiale inciso in quel periodo sui 45 giri del complesso, tra cui le note Pensiero e Tanta voglia di lei, proposte in versioni diverse da quelle conosciute; la selezione include tre pezzi di due singoli usciti pochi mesi prima e, almeno fino ad allora, mai pubblicati su altri album:
- Il primo singolo incluso nella raccolta è Se sai, se puoi, se vuoi. La canzone ottiene un discreto successo, raggiungendo l'ottava posizione delle classifiche di vendita: il gruppo riproporrà il brano con successo nel tour celebrativo dei vent'anni (1986) (il Lato B del singolo, Inutili Memorie viene invece escluso dal disco e ripescato solo più tardi, in occasione della pubblicazione dell'antologia I Pooh 1981-1984),
- Il secondo singolo, lanciato pochi giorni prima della raccolta, è Per te qualcosa ancora. Si tratta di un pezzo che non riesce ad ottenere i risultati sperati, né in termine di vendita né di popolarità; rimane tuttavia fino ad oggi uno dei brani nascosti più interessanti della discografia del gruppo. Il retro è E vorrei.

Pur essendo uscito su singolo, il pezzo Lettera da Marienbad per ragioni di posto non viene incluso nella raccolta, per trasformarsi in una rarità discografica e restarlo fino a metà degli anni ottanta. La casa discografica inserisce in questo disco anche  The Suitcase, versione inglese di Tutto alle tre, cantata da Negrini e pubblicata nei paesi anglosassoni come lato B del singolo I'll close the door behind me (Tanta voglia di lei).
A differenza delle antologie successive la scaletta della raccolta segue, con alcune eccezioni, l'ordine cronologico dei 45 giri. 
La prima stampa in vinile aveva busta interna color argento e con angoli smussati.  La copertina originale del disco, quasi completamente bianca, riproduceva una statuina di donna dal portamento leggiadro. Nonostante fosse un'antologia concepita per essere lanciata sul mercato a pieno prezzo, il vinile risentiva di un evidente difetto tecnico dato che il volume della raccolta
era chiaramente troppo basso. 
Per una successiva ristampa economica, si optò per una copertina con quattro fotografie dei Pooh ritratti negli anni ottanta, dunque in un'epoca estranea a quella delle canzoni.

## Tracce
1. Tanta voglia di lei (Facchinetti-Negrini) - 4'50" - 1971
2. The suitcase (Tutto alle tre) (Facchinetti-Negrini) - 2'54"- 1971
3. Pensiero (Facchinetti-Negrini) - 4'00"- 1971
4. Nascerò con te (Facchinetti-Negrini) - 4'26" - 1972
5. Quando una lei va via (Facchinetti-Negrini) - 3'13"- 1972
6. Noi due nel mondo e nell'anima (Facchinetti-Negrini) - 3'31"- 1972
7. Infiniti noi (Facchinetti-Negrini) - 6'17"- 1973
8. Io e te per altri giorni (Facchinetti-Negrini) - 4'49"- 1973
9. Cosa si può dire di te (Facchinetti-Negrini) - 4'08"- 1972
10. Se sai, se puoi, se vuoi (Facchinetti-Negrini) - 4'50" - 1974
11. E vorrei (Facchinetti-Negrini) - 4'58" - 1974
12. Per te qualcosa ancora (Facchinetti-Negrini) - 4'22" - 1974

## Formazione
- Tastiere: Roby Facchinetti.
- Chitarre: Dodi Battaglia.
- Batteria: Valerio Negrini (brani 1-3); Stefano D'Orazio (brani 4-12).
- Basso: Riccardo Fogli (brani 1-6 e 9); Red Canzian (brani 7-8 e 10-12).